# Christian Bumke
Christian Bumke (* 1963 in Stoneham) ist ein deutscher Jurist, Rechtswissenschaftler und seit 2005 Inhaber des Commerzbank-Stiftungslehrstuhls „Grundlagen des Rechts“ an der Bucerius Law School in Hamburg.

## Leben
Er studierte Rechtswissenschaft in Regensburg und Köln und legte 1991 das erste juristische Staatsexamen ab. Von 1993 bis 1997 war er wissenschaftlicher Mitarbeiter an der Humboldt-Universität zu Berlin.
1996 wurde Christian Bumke an der Universität zu Köln mit einer Arbeit zum Thema „Der Grundrechtsvorbehalt. Untersuchungen über die Begrenzung und Ausgestaltung der Grundrechte“ promoviert. Das zweite juristische Staatsexamen legte er 1997 ab. 1998 wurde er Assistent von Gunnar Folke Schuppert, 2003 erfolgte die Habilitation zum Thema „Relative Rechtswidrigkeit: Systembildung und Binnendifferenzierungen im öffentlichen Recht“. 2003–2005 folgten Lehrstuhlvertretungen an den Universitäten Frankfurt am Main und Augsburg. 2005 nahm er einen Ruf an die Bucerius Law School an. 2007 und 2014 war er Forschungsprofessor an der Juristischen Fakultät der Universität Osaka.
Bumke forscht zu Rechtsphilosophie und -theorie und Öffentlichem Recht unter Einbeziehung des Europarechts. Seine Schwerpunkte bilden das rechtsdogmatische Denken und Arbeiten in Deutschland seit der historischen Rechtsschule, Recht und Sprache, die Entwicklung der Grundrechtsdogmatik unter dem Grundgesetz, das Richterrecht und die richterliche Rechtsgestaltung, die staatliche und private Regulierung einschließlich der Lehren über die hoheitlichen Handlungsformen sowie die Verfassungstheorie des demokratischen Verfassungsstaates.
An der Bucerius Law School lehrt er Rechtsgeschichte, Rechtsphilosophie, Verfassungs- und Verwaltungsrecht. 2016 verlieh ihm der Bucerius Alumni Verein e. V. den Preis für herausragende Lehre.

## Schriften (Auswahl)
- Gunnar Folke Schuppert/Christian Bumke: Die Konstitutionalisierung der Rechtsordnung: Überlegungen zum Verhältnis von verfassungsrechtlicher Ausstrahlungswirkung und Eigenständigkeit des „einfachen“ Rechts.  Nomos, Baden-Baden 2000, ISBN 978-3-7890-6631-3.
- Christian Bumke: Rechtsdogmatik. Eine Disziplin und ihre Arbeitsweise. Zugleich eine Studie über das rechtsdogmatische Arbeiten Friedrich Carl von Savignys. Mohr Siebeck, Tübingen 2017, ISBN 978-3-16-155239-7.
- Andreas Voßkuhle/Christian Bumke: Casebook Verfassungsrecht. 8. überarbeitete und aktualisierte Auflage. Mohr Siebeck, Tübingen 2020, ISBN 978-3-16-159543-1.